# Stephan Alexander Segesser von Brunegg
Stephan Alexander Segesser von Brunegg (* 3. Februar 1570 in Rom; † 16. August 1629 ebenda) war Kommandant der päpstlichen Schweizergarde.

## Leben
Stephan Alexander Segesser stammte aus der jüngeren Luzerner Linie der Schweizer Ministerialenfamilie Segesser von Brunegg, die mit seinem Tod im Mannesstamm erlosch. Er war ein Sohn des Jost Segesser von Brunegg und seiner ersten Ehefrau Anna Seematter, Großnichte des Kardinals Matthäus Schiner. Schon 1573 verlieh ihm Papst Gregor XIII. die Ritterwürde vom Goldenen Sporn. 1580 war er Anwärter auf ein Kanonikat in Basel und wurde am 20. Mai 1581 tonsuriert, 1584 erhielt er Dispens von den Weihen.
Am 27. Mai 1592, erst 22 Jahre alt, wurde er von Papst Clemens VIII. zum Hauptmann der römischen Schweizergarde ernannt, als Nachfolger seines Vaters Jost, dem er 1593 auch im Grossen Rat von Luzern nachfolgte. Von April bis Dezember 1598 war er mit Papst und Garde in dem neuerdings dem Kirchenstaat einverleibten Herzogtum Ferrara; um diese Zeit erhielt er auch vom Herzog von Parma eine goldene Kette. 1603 und 1624 wurde er mit dem Erbschenkenamt des Bistums Konstanz belehnt.
1623 wurde er als Generaloberst aller Schweizertruppen des Kirchenstaates und der Legationen bestätigt. Seit 1606 war er als ständiger Gesandter der sieben Orte beim Heiligen Stuhl beglaubigt. Wegen seines umstrittenen Lebenswandels  versuchten seit 1627 sein Schwiegersohn Leutnant Niklaus von Fleckenstein und eine feindselige Partei in Luzern ihn vom Gardekommando zu entfernen, doch ohne Erfolg. Er überlebte seine beiden Söhne Jost Eduard und Franz, die ihn zeitweise (1618–1622 bzw. 1622–1626) in der Führung der Garde vertreten hatten, und starb am 16. August 1629 in Rom. Bestattet wurde er auf dem deutschen Friedhof.
Stephan Alexander war zweimal verheiratet: 1594 mit Katharina von Sonnenberg († 1614 in Montecavallo) und ca. 1618 mit
der Florentinerin Victoria Cantina, über deren allzugrosse Autorität sich 1628 das Gardegericht bei Luzern beklagte. Sie überlebte ihren Gemahl nur um wenige Tage, starb am 23. August 1629 und wurde ebenfalls auf dem deutschen Friedhof bestattet.